# 日鉄高炉セメント
日鉄高炉セメント株式会社（にってつこうろセメント）は、日本製鉄グループのセメントメーカー。

## 概要
セメントの一種である、高炉セメントを専門に製造するメーカー。高炉セメントとは、一般的なセメント（ポルトランドセメント）に、製鉄の過程で発生するスラグを混合したもので、親会社の日本製鉄から発生するスラグを原料としている。
2009年の日本国内におけるセメント販売量は約114万トンで、販売シェアは国内メーカー10ブランド中第7位。主に西日本が販売エリアで、関東3県（東京都・神奈川県・千葉県）および愛知県、近畿以西の各県（沖縄県を除く）でセメントを販売する。高炉セメントの他にも、セメント系固化材やモルタル、スラグ粉末も製造・販売している。また、セメントの製造過程を利用した産業廃棄物の処理も事業化している。
本社および製造拠点は、日本製鉄八幡製鐵所に隣接する福岡県北九州市小倉北区に「セメント工場」として構えている。セメント工場の中心をなすセメントキルンは、ニューサスペンションプレヒーター付キルン（NSPキルン）1基で、1時間あたり110.0トンのクリンカー（セメントの半製品）生産能力を持つ。
当初は旧・八幡製鐵の一部門（八幡製鐵所セメント工場）であったが、1956年にセメント工場を含む八幡製鐵所化学工業部門が、八幡化学工業（後の新日鐵化学、現在は日鉄ケミカル&マテリアル）として分社化され、同社のセメント工場となった。
1999年に、旧・新日鐵化学より独立して、新日鉄高炉セメントとして発足した。新日鐵化学時代は、小野田セメント系のセメント共販会社「中央セメント」に属していた。

## 沿革
- 1913年（大正2年） - 官営八幡製鐵所においてセメント製造開始。
- 1918年（大正7年） - 八幡製鐵所内に前田セメント工場を設置。
- 1934年（昭和9年）2月1日 - 官営製鉄所が日本製鐵（日鉄）八幡製鐵所に。
- 1936年（昭和11年） - 洞岡セメント工場を設置。
- 1955年（昭和30年） - 前田セメント工場閉鎖。
- 1956年（昭和31年）10月1日 - 八幡製鐵所の化工部門（セメント部門を含む）が八幡製鐵から分社化され、八幡化学工業（後の新日鐵化学、日鉄ケミカル&マテリアル）が発足。
- 1958年（昭和33年） - 戸畑製造所セメント工場（現在のセメント工場）が操業開始。
- 1964年（昭和39年） - 洞岡セメント工場を閉鎖。
- 1999年（平成11年）2月1日 - 新日鐵化学からセメント部門が独立し、新日本製鐵を親会社とする新日鐵高炉セメント株式会社を設立。
- 2012年（平成24年）10月1日 - 親会社の経営統合・商号変更により、日鉄住金高炉セメント株式会社に商号変更。
- 2019年（平成31年）4月1日 - 親会社の商号変更により、日鉄高炉セメント株式会社に商号変更[4]。